# Cavigny
Cavigny is een gemeente in het Franse departement Manche (regio Normandië) en telt 243 inwoners (1999). De plaats maakt deel uit van het arrondissement Saint-Lô.

## Geografie
De oppervlakte van Cavigny bedraagt 6,7 km², de bevolkingsdichtheid is 36,3 inwoners per km².
De onderstaande kaart toont de ligging van Cavigny met de belangrijkste infrastructuur en aangrenzende gemeenten.

## Demografie
Onderstaande figuur toont het verloop van het inwonertal (bron: INSEE-tellingen).

[[Bestand:]]
1. ↑  Populations de référence 2022.